# Zacarías Ferreira

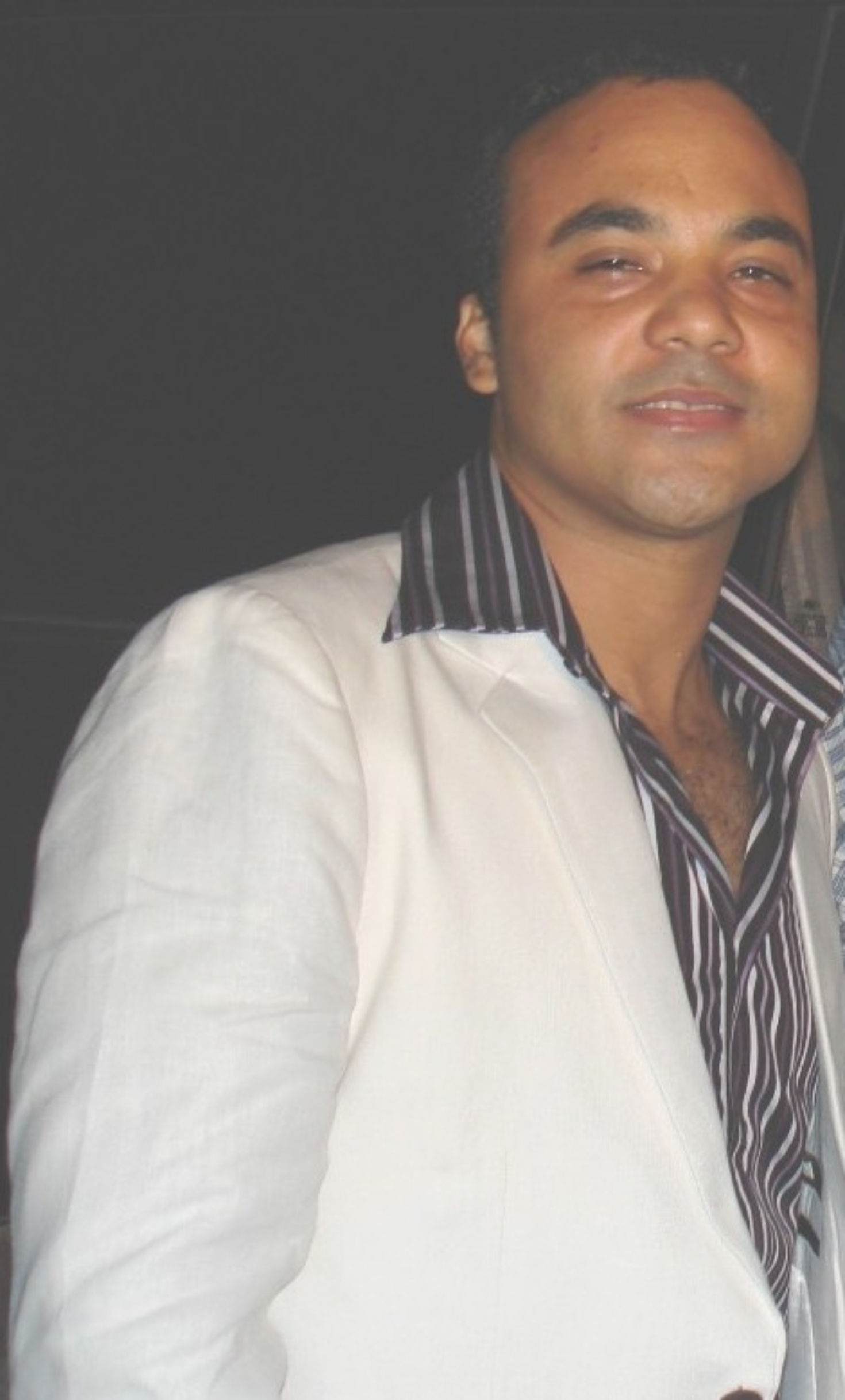
Foto de Zacarías Ferreira.

Zacarías Ferreira é um cantor e compositor de bachata da República Dominicana.
É actualmente um dos melhores "bachateiros" da República Dominicana, com êxitos nos Estados Unidos da América, Porto Rico, Espanha, Alemanha, Itália, Venezuela e Cuba, entre outros países [carece de fontes?].